# Eliza
Eliza – skrócona forma angielskiego imienia Elisabeth, czyli po polsku Elżbiety. W Polsce jest znane od XVIII wieku jako imię literackie, a gwałtowną popularność zyskało w latach 70 XX wieku.
Eliza imieniny obchodzi: 14 czerwca, 17 sierpnia i 2 września.

## Osoby noszące to imię
- Eliza Acton – angielska pisarka, poetka
- Eliza Bennett – angielska aktorka
- Eliza Bonaparte –  siostra Napoleona Bonaparte
- Elisha Cuthbert – amerykańska aktorka
- Eliza Dushku – amerykańska aktorka
- Eliza Grochowiecka – polska piosenkarka
- Eliza Johnson – amerykańska pierwsza dama
- Eliza Krasicka – polska aktorka
- Eliza Krasińska – polska epistolografka i malarka
- Eliza Michalik – polska dziennikarka
- Eliza Orzeszkowa – polska pisarka
- Eliza Radziwiłłówna – polska arystokratka
- Eliza Rycembel – polska aktorka
- Eliza Taylor-Cotter – australijska aktorka
- Eliza Wróblewska – polska judoczka

### Postacie fikcyjne o imieniu Eliza
- Lisa Erikson - bohaterka powieści dla dzieci Astrid Lindgren pt. Dzieci z Bullerbyn
- Liesel Meminger - bohaterka powieści młodzieżowej Markusa Zusaka pt. Złodziejka książek
- Eliza Kercz z domu Kwiatkowska - postać z serialu Rodzina zastępcza, adoptowana córka Anny i Jacka Kwiatkowskich, mulatka
- Elsa z Arendelle - postać z filmu animowanego Kraina lodu